# Wie’s uns gefällt
Wie’s uns gefällt (englischer Originaltitel: Wise Children) ist der letzte Roman der 1992 verstorbenen britischen Schriftstellerin Angela Carter. Er erschien in Großbritannien im Jahre 1991, die deutsche Übersetzung kam ein Jahr später heraus. Die britische Zeitung The Guardian nahm die Erzählung in eine Liste von 1000 Romanen auf, die jeder gelesen haben müsse.
Der Roman thematisiert das Leben der Zwillinge Dora und Nora Chance, zweier in die Jahre gekommener Glamour-Girls, und ihrer bizarren Verwandtschaft bestehend aus Schmierenkomödianten, Staatsschauspielern und Hollywoodstars. Carter setzt sich im Roman mit der Frage von Vater- und Elternschaft auseinander. So bleibt unklar, wer die Mutter der Zwillinge ist, und erst an ihrem 75. Geburtstag bekennt sich ihr Vater, der angesehene Shakespeare-Darsteller Sir Melchior Hazard, zu seinen unehelichen Töchtern. Der Roman ist geprägt von Carters Verehrung für Shakespeare: Einzelne Vorkommnisse des Romans sind Theaterstücken Shakespeares entlehnt und in der Handlung wird immer wieder auf Shakespeare und seine Stücke hingewiesen. In der deutschen Übersetzung bezieht sich bereits der Titel auf Shakespeares Komödie Wie es euch gefällt. Der englische Originaltitel Wise Children spielt dagegen auf das Thema Vaterschaft an, indem es verkürzt ein Sprichwort andeutet: „It is a wise child that knows its own father“ – „Es ist ein weises Kind, das seinen eignen Vater kennt“. Die burleske Handlung weist Elemente von Magischem Realismus auf.

## Handlung
Erzählerin der Handlung, die mit dem 75. Geburtstag der eineiigen Zwillinge Dora und Nora Chance beginnt, ist Dora, die auf ein langes Leben in der Theater- und Filmwelt zurückblickt. Die Schwestern, die nie zu den Show-Größen zählten, verfügen am Ende ihres Lebens über keine großen Reichtümer mehr. Geblieben ist ihnen jedoch das Haus, das ihnen ihre Ziehmutter vererbte:

„Gäbe es dieses Haus nicht, lebten Nora und ich jetzt auf der Straße, würden unser bisschen Habe in Plastiktüten herumschleppen und wie Babys an der Flasche hängen, vor Freude zu singen beginnen, wenn wir endlich einen Platz im Nachtasyl fänden und daraufhin gleich wieder als Störenfriede rausgeworfen werden ...“

Der Geburtstag der Zwillinge fällt auf den 23. April, den mutmaßlichen Geburtstag Shakespeares. Dora nennt es einen bizarren Zufall, dass auch ihr Vater, Melchior Hazard und sein eineiiger Zwilling Peregrine Hazard, an diesem Tag geboren sind. Während Melchior Hazard die Existenz seiner unehelichen Kinder 75 Jahre lang leugnet, hat Peregrine Hazard sich sporadisch um die Mädchen gekümmert und das finanzielle Überleben von ihnen und ihrer Ziehmutter sichergestellt. Angebliche Mutter ist Kitty, eine Dienstmagd im Theater, die Melchior zu Beginn des 20. Jahrhunderts verführt, dann verlässt und die kurz nach der Geburt der Zwillinge stirbt. Aufgezogen werden die Zwillinge von Grandma Chance, die sich (möglicherweise selbstlos) der verwaisten Mädchen angenommen hat. Die Handlung lässt jedoch auch die Möglichkeit zu, dass die beiden Zwillinge ihre leiblichen Töchter sind.
Der 75. Geburtstag der beiden ehemaligen Glamour-Girls beginnt und endet dramatisch: Tristram Hazard, der sich für den Neffen der beiden Zwillinge hält, in Wirklichkeit aber ihr Halbbruder ist, sucht die beiden Frauen auf, weil er nach Tiffany sucht, deren Patentanten die beiden Schwestern sind. Tiffany ist gleichzeitig Showgirl in Tristans trivialer Fernsehshow und von ihm schwanger. Es scheint, als habe Tiffany Selbstmord begangen, weil Tristram die Vaterschaft nicht anerkennen möchte. Der Tag endet mit dem Fest anlässlich des 100. Geburtstag von Melchior Hazard, auf dem sich Melchior endlich dazu bekennt, der leibliche Vater von Dora und Nora Chance zu sein, Tiffany unbeschadet wieder auftaucht und der seit langem verschollene Peregrine zu seiner Familie zurückkehrt. Zum Ende des Fests brennt Melchior Hazards Schloss nieder, während die Festgäste, die sich alle ins Freie retten konnten, weiter feiern. Dora und Nora sind am Ende dieses Tages zu Ziehmüttern eines weiteren jungen Zwillingspaares geworden, was die beiden in ihrem Wunsch bestärkt, weitere 20 Jahre leben zu wollen.
Während des Verlaufs des Tages erinnert Dora sich immer wieder an Ereignisse und Begegnungen während ihres langen aktiven Lebens im Showgeschäft. Sie berichtet vom Aufstieg ihres Vaters Melchior, der zu den angesehensten Shakespeare-Darstellern seines Landes zählt und schließlich geadelt wird, von der weitaus weniger glamourösen Karriere ihres Onkels als Zauberkünstler und Unterhalter, der seinen Reichtum außerhalb des Showgeschäfts findet, von dem grotesk scheiterndem Versuch, Shakespeares Stück Ein Sommernachtstraum in Hollywood zu verfilmen, von ihrer Karriere als Glamourgirl, als Betreiberin eines Tanzstudios und von den zahlreichen Liebschaften, die die Personen der Handlungen miteinander verbinden. Sie berichtet auch von ihrem Neid auf die Zwillingsschwestern Saskia und Imogen Hazard, den vermeintlich legitimen Kindern von Melchior Hazard, die auf der richtigen Seite der Stadt aufwachsen und denen ein einfacherer Lebensweg geebnet scheint. Der Roman endet mit den Worten What a joy it is to dance and sing! – Welch Freude zu tanzen und zu singen!, ein Thema, welches eines der Leitmotive des Romans ist.

## Wesentliche Personen der Handlung
- Dora Chance – die 75-jährige ehemalige Glamourtänzerin, aus deren Perspektive der Roman erzählt wird. Sie ist die illegitime Tochter von Melchior Hazard und (dem Gerücht nach) der Dienstmagd Pretty Kitty. Von Personen, die der Familie nicht so nahestehen, wird sie für die illegitime Tochter von Peregrine Hazard gehalten.
- Nora Chance – Zwillingsschwester von Dora. Die beiden wachsen nicht nur gemeinsam auf, sondern verfolgen auch eine gemeinsame Karriere als Glamourtänzerinnen und verbringen auch ihren Lebensabend gemeinsam in dem von Grandma Chance geerbten Haus.
- Melchior Hazard – angesehener Shakespeare-Mime, der für seine Darstellung als Hamlet (als junger Darsteller) und König Lear (als alternder Darsteller) berühmt ist. Er verfolgt seine Karriere egomanisch und mit wenig Rücksichtnahme auf seine Familie.
- Peregrine Hazard – Zwillingsbruder von Melchior, der sich lange um Nora und Dora kümmerte. Er ist gleichzeitig Abenteurer, Forscher und Schauspieler.
- Lady Atalanta Hazard (Rollstuhl) – erste Ehefrau von Melchior Hazard, Mutter von Saskia und Imogen. Sie wird in einer an Shakespeares Drama Lear erinnernden Weise um ihren wohlversorgten Lebensabend gebracht und verbringt ihre letzten Lebensjahre im Haus von Dora und Chance. Erst am Ende der Handlung stellt sich heraus, dass ihre Töchter aus einer außerehelichen Affäre mit Peregrine Hazard stammen.
- Delia Delaney (Daisy Duck) – Schauspielerin und zweite Ehefrau von Melchior Hazard und gleichzeitig eine ehemalige Geliebte von Peregrine Hazard. Sie trennt sich von Melchior, um einen anderen Schauspieler zu heiraten.
- My Lady Margarine – dritte Ehefrau von Melchior Hazard und Mutter von Gareth und Tristram. Sie wird als Lady Margarine bezeichnet, weil sie im Fernsehen für eine Margarinemarke wirbt.
- Grandma Chance – Ziehmutter von Dora und Nora Chance, möglicherweise aber auch ihre leibliche Mutter. Grandma Chance ist Anhänger der Freikörperkultur und Vegetarierin, sie lehnt auch Schnittblumen als grausam ab.
- Saskia Hazard – eheliches Kind von Melchior Hard, die als TV-Köchin Karriere macht. Die ehrgeizige, umtriebige Saskia und die Romanerzählerin verbindet eine lebenslange Hassliebe. Saskia hat außerdem eine Beziehung mit ihrem vermeintlichen Halbbruder Tristram. Sie stellt sich letztlich als eine der beiden Töchter von Peregrine Hazard heraus.
- Imogen Hazard – eheliches Kind von Melchior Hard und Zwillingsschwester von Saskia, die in einem Fernsehprogramm für Kinder seit Jahren einen Goldfisch spielt.
- Tristram Hazard – Sohn von Melchior aus dessen dritter Ehe, Zwillingsbruder von Gareth und Show-Moderator der Fernsehsendung Lashings of Lolly.
- Tiffany – Patenkind von Dora und Nora Chance, Freundin von Tristram Hazard, von dem sie schwanger ist und dessen Sendung Lashings of Lolly, indem sie normalerweise auftritt, sie mit dramatischer Geste verlässt.
- Gareth Hazard – Sohn von Melchior aus dessen dritter Ehe, Zwillingsbruder von Tristram. Er wird bereits als junger Mann Missionar und geht nach Lateinamerika. Es sind seine Zwillingskinder, zu dessen Ziehmüttern Dora und Nora am Ende der Romanhandlung werden.
- Estella ‘A Star Danced’ Hazard – Mutter von Melchior und Peregrine und einstmals berühmte Shakespeare-Darstellerin. Ihr Spitzname bezieht sich auf ein Zitat aus dem Shakespeare-Stück Viel Lärm um Nichts: „Then there was a star danced and under that was I born.“
- Ranulph Hazard – Ehemann von Estella Hazard, der Estella und ihren Liebhaber Cassius Booth ermordet und dann Selbstmord begeht.
- Cassius Booth – Liebhaber von Estella Hazard und möglicherweise auch Vater von Melchior und Peregrine.
- Pretty Kitty – einfache Dienstmagd in einem Theater und möglicherweise die Mutter von Dora und Nora Chance. Sie ist angeblich bei der Geburt gestorben. Von ihrer Existenz wissen die Zwillinge Dora und Nora nur durch die Erzählungen von Grandma Chance.
- ‘Our Cyn’ – Mutter von Mavis, Großmutter von Brenda und Urgroßmutter von Tiffany. Sie wird als Flüchtling in Grandma Chances Haushalt aufgenommen.
- Genghis Khan – der Filmproduzent, der den Sommernachtstraum mit Melchior Hazard als Oberon auf die Leinwand bringen möchte und dabei in den Worten von Dora ein Meisterwerk des Kitsches produziert. Dora und Nora gehören zu den Darstellern dieser Produktion, es ist eine der wenigen Gelegenheiten, bei denen sie mit ihrem Vater gemeinsam arbeiten. Kurzzeitig ist er mit Dora Chance verlobt.
- Ross „Irish“ O’Flaherty – ein US-amerikanischer Schriftsteller und einer von Doras Liebhabern, der Dora viel über Literatur lehrt.
- Tony – Noras Geliebter, mit dem sie kurzzeitig verlobt ist. Die geplante Hochzeit platzt durch das Eingreifen von Tonys Mutter.
- Brenda – Enkelin von 'Our Cyn' und Mutter von Tiffany.
- Leroy Jenkins – der Ehemann von Brenda.
- Miss Euphemia Hazard – Melchior und Peregrines presbyterianische Tante, die Melchior nach dem Tod seiner Eltern adoptiert.

## Trivia
- Die Nachnamen „Chance“ und „Hazard“ haben im Englischen eine ähnliche Bedeutung. Beide können mit dem deutschen Begriff Zufall übersetzt werden, „hazard“ könnte jedoch auch mit Risiko oder Wagnis übersetzt werden, während Chance nicht nur mit dem deutschen Begriff Chance angemessen übersetzt wäre, sondern auch mit Möglichkeit oder Aussicht und generell eine positivere Bedeutung als „hazard“ hat. Ali Smith betont allerdings in ihrer Einleitung zu Carters Roman die Ähnlichkeit der beiden Begriffe: ... what’s a Hazard anyway, but a posh word for Chance – ... Hazard ist nichts anderes als eine vornehmere Variante von Chance.[4]
- Angela Carter starb 1992 an Krebs und hinterließ unter anderem einen noch jungen Sohn. Dem Gerücht nach wusste sie beim Verfassen des Romans von ihrer möglicherweise tödlichen Krebserkrankung, was dem Leitmotiv des Romans What a joy it is to dance and sing! eine besondere Prägnanz gibt.[5]

## Rezension
Die Schriftstellerin Ali Smith bezeichnete Wise Children als Carters größte, komischste, befriedigendste und großherzigste erzählerische Leistung. Sie weist unter anderem darauf hin, dass Carter es auch erzählerisch gelinge, das Tragische neben das Heitere zu stellen. Die Shakespeare-Stücke, die der Romanhandlung am nächsten stehen, zählen zu Shakespeares Spätwerk: Cymbeline, ein heute nur noch selten auf die Bühne gebrachtes Drama, Der Sturm, Perikles, Prinz von Tyrus und Das Wintermärchen. Diese Stücke werden in neuerer Zeit als die Romanzen Shakespeares und nicht länger als Komödie bezeichnet, um den düsteren Grundkonflikten dieser Stücke gerechter zu werden. In einem Radiointerview wenige Monate vor ihrem Tod wies Carter darauf hin, dass sie in ihrem Roman versucht habe, Elemente aus allen Shakespeare-Stücken aufzugreifen – es wäre aber letztlich nicht möglich gewesen, Stücke wie Titus Andronicus wären dafür zu schwierig gewesen.
Neben Shakespeare nimmt Carter auch Bezug auf literarische Größen wie Jane Austen, John Milton, Noël Coward, Charles Dickens, Lewis Carroll, William Wordsworth, F. Scott Fitzgerald, Bertolt Brecht und George Bernard Shaw sowie Showgrößen wie Fred Astaire, Ruby Keeler, W. C. Fields, Howard Hughes und Charles Chaplin.

## Ausgaben
- Englischsprachige Ausgabe: Wise Children. Vintage, London 2006, ISBN 978-1-4090-2244-2.
- Deutschsprachige Ausgabe: Wie’s uns gefällt. Deutsch von Joachim Kalka. Klett-Cotta, Stuttgart 1992, ISBN 3-608-95845-2. Taschenbuchausgabe: BLT, Bergisch Gladbach 2000, ISBN 3-404-92062-7.

## Sekundärliteratur
- Roger Appelbaum: "Welcome to dreamland": Performance Theory, Postcolonial Discourse and the Filming of "A Midsummer Night's Dream" in Angela Carter's "Wise Children". In: Jonathan Bate et al. (Hrsg.): Shakespeare and the Twentieth Century: The Selected Proceedings of the International Shakespeare Association World Congress, Los Angeles, 1996. Delaware University Press, Newark NJ 1998, ISBN 0-87413-652-0, S. 183–93.
- Celestine Deleyto: "We are no angels": Woman versus History in Angela Carter's "Wise Children". In: Susana Onega (Hrsg.): Telling Histories: Narrativizing History, Historicizing Literature. Rodopi, Amsterdam 1995, ISBN 90-5183-754-2, S. 163–80.
- Michael Hardin: The Other Other: Self-definition outside Patriarchal Institutions in Angela Carter's "Wise Children". In: Review of Contemporary Fiction 14:3, 1994, S. 77–83.
- Anne Hegerfeldt: The Stars that Spring from Bastardising: Wise Children Go for Shakespeare. In: Anglia – Zeitschrift für englische Philologie 121:3, 2007, S. 351–372.
- Richard Pedot: »49 Bard Road«: le mythe shakespearien dans Wise Children d'Angela Carter. In: Études anglaises 63:4, 2010, S. 425–436.
- Jeffrey Roessner: Writing a History of Difference: Jeanette Winterson's "Sexing the Cherry" and Angela Carter's "Wise Children". In: College Literature 29:1, 2002, S. 102–122

## Einzelbelege
1. ↑  Angela Carter, 1940–92: A Very Good Wizard, a Very Dear Friend von Salman Rushdie
2. ↑  1000 Novels everyone must read: the definitive List, abgerufen am 14. Juni 2014.
3. ↑  Angela Carter: Wise Children. Vintage, London 2006, ISBN 9781409022442. S. 2. Im Original lautet das Zitat: If it wasn't for this house, Nora and I would be on the streets by now, hauling our worldlies up and down in plastic bags, sucking on the bottle for comfort like babes unweaned, bursting into songs of joy when finally admitted to the night shelter and therefore chucked out again immediately for disturbing the peace, to gasp and freeze and finally snuff it disregarded on the street and blow away like rags.
4. ↑  Einleitung zu Angela Carter: Wise Children. Vintage, London 2006, ISBN 978-1-4090-2244-2.
5. ↑  Hazarding Chance, Rezension zu Wie’s uns gefällt, aufgerufen am 14. Juni 2014
6. ↑  Einleitung zu Angela Carter: Wise Children. Vintage, London 2006, ISBN 978-1-4090-2244-2. Im Original lautet das Zitat: Cheerfully bawdy, it’s Carter’s most glorious, most comic, most fulfilled, certainly her most generously and happily orgiastic, fictional performance.
7. ↑  Einleitung zu Angela Carter: Wise Children. Vintage, London 2006, ISBN 978-1-4090-2244-2. Im Original lautet das Zitat: I was attempting to encompass something from every Shakespeare. I mean, I couldn't actually at all ... I mean, you know, „Titus Andronicus“ was very difficult.... But I got a lot in!.